# Buscaminas (Microsoft)
Buscaminas (nombre original en inglés: Microsoft Minesweeper o simplemente Minesweeper, y también conocido como Flower Field) es un videojuego de tipo buscaminas creado por Curt Johnson, originalmente para OS/2 de IBM, que fue portado a Microsoft Windows por Robert Donner, ambos empleados de Microsoft en ese momento. Lanzado por primera vez como parte del Microsoft Entertainment Pack 1 en 1990, se incluyó por primera vez en la instalación estándar de Windows 3.1 en 1992, reemplazando a Reversi de Windows 3.0. Buscaminas se incluyó sin grandes cambios en todas las versiones posteriores de Windows hasta Windows Vista, momento en el que una versión actualizada de Oberon Media lo reemplazó. En Windows 8 y versiones posteriores, el videojuego no está incluido con una instalación nueva de Windows, pero Microsoft Studios ha publicado una versión actualizada del mismo, desarrollada por Arkadium, en la Microsoft Store.

## Jugabilidad
El objetivo de Buscaminas es descubrir todos los cuadrados de una cuadrícula que no contengan minas sin «explotar» al hacer clic en un cuadrado con una mina debajo. La ubicación de la mayoría de las minas se descubre mediante un proceso lógico, pero algunas requieren adivinanzas, generalmente con una probabilidad del 50-50 de ser correctas. Al hacer clic en el tablero de juego se revelará lo que está oculto debajo del cuadrado o cuadrados elegidos (una gran cantidad de cuadrados en blanco [que bordean 0 minas] pueden revelarse de una sola vez si están adyacentes entre sí). Algunos cuadrados están en blanco mientras que otros contienen números (del 1 al 8), y cada número representa el número de minas adyacentes al cuadrado descubierto.
Para ayudar al jugador a evitar explotar una mina, se puede marcar la ubicación de una mina sospechosa marcándola con el botón derecho del ratón; sin embargo, si un jugador no está seguro de si un cuadrado es seguro o no, puede marcarlo con un signo de interrogación (?). La partida se gana una vez que el jugador ha descubierto todos los cuadrados en blanco o numerados sin tocar ninguna mina; cualquier mina restante no identificada con banderas es marcada automáticamente por la computadora. Sin embargo, en el caso de que se pierda una partida y el jugador haya marcado por error un cuadrado seguro, ese cuadrado aparecerá con una X roja o con una X roja cubriendo la mina (ambas indican que la casilla es segura). El tablero de juego viene en tres tamaños establecidos con un número predeterminado de minas: «principiante», «intermedio» y «experto», aunque también está disponible una opción «personalizada».

## Evolución
En las primeras versiones del videojuego, un código de trucos permitía a los jugadores mirar debajo de los cuadrados.
En el año 2000, en algunas traducciones de Windows 2000 (como la versión italiana) el videojuego recibió el nombre de Flower Field, presentando flores en lugar de minas. La jugabilidad de Flower Field no sufrió cambios, al igual que el nombre del archivo ejecutable.

### Minesweeper Flags
En 2003, Microsoft creó una variación llamada Minesweeper Flags en MSN Messenger, que se jugaba contra un oponente con el objetivo de encontrar las minas en lugar de los cuadrados circundantes.
TikGames LLC desarrolló una versión de Minesweeper Flags para Xbox 360 y Microsoft Studios la publicó en Xbox Live Arcade en 2010.

### Windows Vista y Windows 7
La combinación de colores del videojuego cambió con el lanzamiento de Windows Vista (de gris a azul o verde). Los íconos se actualizaron para que coincidan con el aspecto Aero. También se incluyó un tema de «flores» más pacífico (llamado «Flower Garden») para reemplazar las minas terrestres. Esta iteración de Buscaminas fue creada por Oberon Media. La controversia sobre el tema de minas terrestres del videojuego se resolvió estableciendo la apariencia predeterminada según la región para que las regiones «sensibles» usaran el tema de flores, pero algunos todavía querían que el videojuego se eliminara por completo de Windows. El esfuerzo de regionalización también incluyó cambiar el nombre del videojuego en algunos casos para que coincidiera con el tema.

### Windows 8 y posteriores
Microsoft eliminó Buscaminas de Windows 8 y en su lugar lo publicó como un videojuego gratuito en la Microsoft Store. La nueva versión está desarrollada por Arkadium y contiene publicidad. El lanzamiento inicial estuvo respaldado por anuncios de vídeo de 30 segundos. Los lanzamientos posteriores tenían opciones de suscripción mensual y anual para eliminar los anuncios. Varios medios de comunicación criticaron el cambio por considerarlo codicioso. Esta versión actualiza ambos temas (los cuales son llamados «Moderno» y «Jardín» a partir de Windows 10). También se agregaron desafíos diarios y un modo aventura.
A partir de Windows 10, la versión no premium tiene seis modos de juego: Clásico (8x8), Fácil (9x9), Medio (16x16), Experto (30x16), Personalizado, Aventura y Desafíos diarios. Están disponibles el tema «Retro» o el tema moderno predeterminado. En el menú principal, hay secciones para Premios, Tablas de clasificación, Estadísticas y Tutoriales.
Algunas de las opciones del videojuego solo son relevantes para una pantalla táctil, como el modo bandera y el deslizamiento.

## Recepción
Business Insider calificó el videojuego como una "parte icónica" del sistema operativo Windows.